# Sa'd ibn al-Rabi'
Sa'd ibn al-Rabi' (in arabo سعد بن الربيع‎?; ... – 635) era un Compagno (Sahaba) del profeta dell'Islam Maometto.
Quest'ultimo lo affratellò con ʿAbd al-Raḥmān ibn ʿAwf non appena giunto a Yathrib con l'Egira, che insistette per dare al suo fratello elettivo metà dei suoi averi e dei suoi due frutteti.
Era stato uno dei capi che avevano partecipato al secondo Convegno della ʿAqaba, prendendo parte al "Giuramento dell'Albero".
Fu ucciso nel corso della battaglia di Uhud.